# スタンマースドルフ地方線
スタンマースドルフ地方線（ドイツ語: Stammersdorfer Lokalbahn）は、オーストリア国鉄の鉄道線の名称である。路線番号は912。

## 運行形態
全て各駅停車。下記2つの系統に分かれる。
- オーバースドルフ - ゲンザーンドルフ
平日は1時間に1本、休日は2時間に1本の運行。オーバースドルフで、902号線ウィーン方面の列車に接続する。
- (オーバースドルフ - )グロス・シュヴァインバルト - バト・ピラヴァルト
平日のみ、一日10往復の運行。休日は運行されない。ピラヴァルト行は、7本がオーバースドルフ始発で運行され、他に2本がオーバースドルフ始発の列車から接続を受ける。逆にシュヴァインバルト方面は、オーバースドルフまで乗り入れるのは1本のみで、残り9本は終点のシュヴァインバルトでオーバースドルフ行の列車に接続する[1]。

## 駅一覧
以下では、オーストリア国鉄912号線の駅と営業キロ、停車列車、接続路線などを一覧表で示す。なお、全て各駅停車である。

### オーバースドルフ - ゲンザーンドルフ間
| 路線名 | 駅名                         | 駅間営業キロ | 累計営業キロ                | 累計営業キロ              | 接続路線               | 所在地                   | 所在地             |
| ------ | ---------------------------- | ------------ | --------------------------- | ------------------------- | ---------------------- | ------------------------ | ------------------ |
| 912    | スタンマースドルフ駅         | -            | スタンマースドルフから 0.0  |                           |                        | ウィーン市               | フローリツドルフ区 |
| 912    | ハーゲンブルン駅             | 3.5          | 3.5                         |                           |                        | ニーダーエスターライヒ州 | ウィーン郊外郡     |
| 912    | エンツァースフェルト駅       | 2.4          | 5.9                         |                           |                        | ニーダーエスターライヒ州 | コーノイブルク郡   |
| 912    | グローセバースドルフ駅       | 2.0          | 7.9                         |                           |                        | ニーダーエスターライヒ州 | ミステルバッハ郡   |
| 912    | アイベスブルン駅             | 2.0          | 9.9                         |                           |                        | ニーダーエスターライヒ州 | ミステルバッハ郡   |
| 912    | オーバースドルフ駅           | 2.0          | スタンマースドルフから 11.9 | ゲンザーンドルフから 35.5 | 902号線                | ニーダーエスターライヒ州 | ミステルバッハ郡   |
| 912    | ピリヒスドルフ駅             | 1.6          | 13.5                        | 33.9                      |                        | ニーダーエスターライヒ州 | ミステルバッハ郡   |
| 912    | グロス・エンガースドルフ駅   | 2.5          | 16.0                        | 31.4                      |                        | ニーダーエスターライヒ州 | ミステルバッハ郡   |
| 912    | ボックフリース駅             | 2.6          | 18.6                        | 28.8                      |                        | ニーダーエスターライヒ州 | ミステルバッハ郡   |
| 912    | アウアースタル駅             | 3.2          | 21.8                        | 25.6                      |                        | ニーダーエスターライヒ州 | ゲンザーンドルフ郡 |
| 912    | ラッゲンドルフ市場駅         | 3.9          | 25.7                        | 21.7                      |                        | ニーダーエスターライヒ州 | ゲンザーンドルフ郡 |
| 912    | グロス・シュヴァインバルト駅 | 3.5          | 29.2                        | 18.2                      | バト・ピラヴァルト方面 | ニーダーエスターライヒ州 | ゲンザーンドルフ郡 |
| 912    | ラッゲンドルフ駅             | 7.5          | 36.7                        | 10.7                      |                        | ニーダーエスターライヒ州 | ゲンザーンドルフ郡 |
| 912    | マッツェン駅                 | 2.9          | 39.6                        | 7.8                       |                        | ニーダーエスターライヒ州 | ゲンザーンドルフ郡 |
| 912    | プロッテス駅                 | 2.7          | 42.3                        | 5.1                       |                        | ニーダーエスターライヒ州 | ゲンザーンドルフ郡 |
| 912    | ゲンザーンドルフ駅           | 5.1          | 47.4                        | 0.0                       | 901号線                | ニーダーエスターライヒ州 | ゲンザーンドルフ郡 |

### グロス・シュヴァインバルト - バト・ピラヴァルト間
| 路線名 | 駅名                         | 駅間営業キロ | 接続路線                                   | 所在地                   | 所在地             |
| ------ | ---------------------------- | ------------ | ------------------------------------------ | ------------------------ | ------------------ |
| 912    | グロス・シュヴァインバルト駅 | -            | オーバースドルフ方面、ゲンザーンドルフ方面 | ニーダーエスターライヒ州 | ゲンザーンドルフ郡 |
| 912    | バト・ピラヴァルト駅         | 4.5          |                                            | ニーダーエスターライヒ州 | ゲンザーンドルフ郡 |